# Lepidodactylus moestus
Lepidodactylus moestus là một loài thằn lằn trong họ Gekkonidae. Loài này được Peters mô tả khoa học đầu tiên năm 1867.